# Mittelwellensender Augsburg

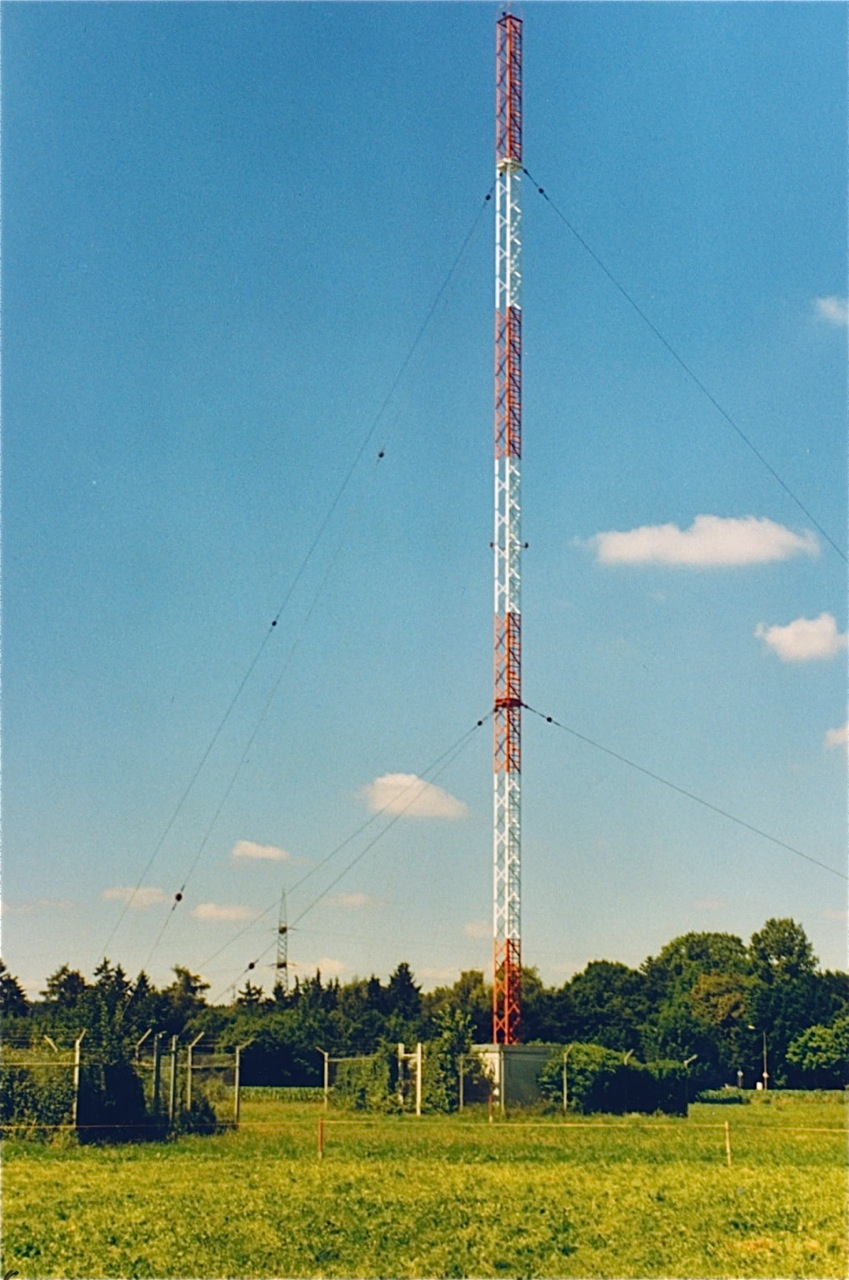
Sendemast am Wasenmeisterweg an der Bundesstraße 17

In der Vergangenheit wurden verschiedene Mittelwellensender in Augsburg betrieben. Der erste Mittelwellensender ging 1927 auf dem Dach der Oberpostdirektion Augsburg in Betrieb und bestand bis 1935. Nach dem Zweiten Weltkrieg errichtete die US-Militärregierung einen neuen Mittelwellensender im Osten der Stadt und übergab diesen wenige Jahre später an den Bayerischen Rundfunk. Dieser legte den Sender 1952 still und errichtete gleichzeitig am südlichen Stadtrand eine neue Sendeanlage. 1965 wurde schließlich auch dieser Sender stillgelegt. An der gleichen Stelle nahm anschließend der US-Sender AFN den Rundfunkbetrieb auf. Mit dem Abzug der US-Truppen Ende der 1990er Jahre wurde auch dieser Mittelwellensender außer Betrieb genommen und wenige Jahre später vollständig abgebaut.

## Senderstandorte

### Grottenau
Der erste Mittelwellensender in Augsburg bestand aus einer einstufigen Sendeanlage von Telefunken mit einer Leistung von 250 Watt. Das Telegraphentechnische Reichsamt in München wählte die Oberpostdirektion an der Grottenau als Standort aus (48° 22′ 9,8″ N, 10° 53′ 38,5″ O) und ließ dort zwei Masten mit einer Entfernung von 149 Meter aufstellen. Die Dreidraht-T-Antenne wurde anschließend zwischen der Oberpostdirektion und der benachbarten Schwäbischen Volksbank gespannt und erhielt so eine wirksame Länge von 90 Metern.
Zum 1. September 1927 ging der so genannte Zwischenfunksender Augsburg in den Probebetrieb. Am 11. September 1927 erfolgte dann die Umstellung auf den Dauerbetrieb auf der Frequenz 530 kHz (Gemeinschaftswelle). In den folgenden Jahren musste jedoch mehrmals die Frequenz gewechselt werden. Nach den Vorgaben des Prager Wellenplanes erhält der Sender so am 30. Juni 1929 zunächst die Frequenz 536 kHz. Am 29. November 1929 wird schließlich auf der Frequenz 1112 kHz gewechselt, jedoch schon einen Monat später wird wieder auf die ursprüngliche Frequenz zurückgeschaltet. Mit Inkrafttreten des Luzerner Wellenplanes bekommt der Sender am 15. Januar 1934 die Frequenz 1465 kHz. Nachdem eine Woche vergangen war, musste der Sender zum erneuten Male die Frequenz wechseln (1267 kHz). Wenig später wird der Sender am 1. März 1935 stillgelegt.

### Lechdamm
Nach Ende des Zweiten Weltkrieges wurde von der US-amerikanischen Militärregierung am Lechdamm ein neuer Mittelwellensender errichtet. Er diente in den Nachkriegsjahren zur Verbreitung des AFN-Programms auf der Frequenz 773 kHz. Als Sendegerät kam ein 1 kW-Sender von Western Electric zur Anwendung, der aber vom AFN nur mit 350 Watt betrieben wurde. Das Senden erfolgte über eine T-Antenne, die zwischen zwei je 40 Meter hohen Holzmasten gespannt war.
Nach einer kurzen Nutzungsdauer durch AFN erfolgte die Übergabe an den Bayerischen Rundfunk. Dieser nahm dort am 24. Dezember 1950 den Sendebetrieb auf. Es wurde fortan auf 1142 kHz mit 1 kW gesendet. Am 25. Oktober 1951 erfolgte schließlich die Umstellung der Sendefrequenz auf 1484 kHz. 1952 wurde der Sender in Augsburg-Hochzoll stillgelegt.

### Wasenmeisterweg
Mit der Schließung des Senders am Lechdamm wurde gleichzeitig ein Ersatzsender am Wasenmeisterweg unweit der heute dort verlaufenden Bundesstraße 17 aufgebaut (48° 21′ 8,4″ N, 10° 51′ 20,5″ O). Dessen Betrieb wurde am 28. Juli 1952 aufgenommen. Die Sendeanlage stammte von Siemens und besaß eine Leistung von 5 kW, als Sendeantenne diente ein 50 Meter hoher, gegen Erde isolierter selbststrahlender Rohrmast. Mit Hilfe des Senders wurde das BR-Radioprogramm auf der Mittelwellenfrequenz 1484 kHz ausgestrahlt. Ab dem 6. November 1952 wurde auch auf der UKW-Frequenz 88,5 MHz gesendet, nachdem auf der Spitze des Rohrmastes zusätzlich eine Sendeantenne für den UKW-Sender installiert wurde.
Die Sendeleistung des UKW-Senders betrug 250 Watt. Das Programm erhielt der Sender ursprünglich über eine Standleitung. Ab dem 1. Dezember 1956 wurde das Programm via Ballempfang über den Sender Wendelstein zugespielt, sodass die kostenintensive Standleitung gekündigt werden konnte. Die Leistung des Mittelwellensenders wurde am 23. März 1957 auf 2,5 kW reduziert. Ab 1. Oktober des gleichen Jahres erfolgte die Umschaltung auf automatischen Betrieb.
Vom 29. Januar bis zum 8. März 1965 war der Mittelwellensender wegen Wartungsarbeiten abgeschaltet, dann ging er mit nur noch 400 Watt Sendeleistung in Betrieb. Am 1. Oktober 1965 wurde die gesamte Anlage stillgelegt und wenig später abgebaut. Allerdings errichtete der AFN am gleichen Ort einen 56 Meter hohen, selbststrahlenden Gittermast mit quadratischem Querschnitt, der zur Verbreitung eines Radioprogramms auf 1484 kHz (ab 1978: 1485 kHz) bis zum Abzug der US-Truppen aus Augsburg im Jahre 1998 eingesetzt wurde. Der seitdem funktionslose Sendemast wurde 2008 im Zuge des Umbaus der B17-Anschlussstelle Leitershofen abgebaut.